# Margarete Hruby
Margarete Hruby (* 12. Februar 1897 als Margarethe Elisabeth Maria Anna Klein in Wien; † 1966 in Ottobrunn) war eine österreichische Schauspielerin.

## Leben
Die Tochter des Schauspielerehepaars Josef Klein und Elisabeth Hruby hatte in Deutschland seit dem Ersten Weltkrieg sowohl Theater gespielt als auch vor der Filmkamera gestanden. Zur Zeit des frühen Tonfilms wurde Margarete Hruby mehrfach besetzt, infolge der Machtergreifung durch Adolf Hitler kehrte sie 1934 nach Österreich, in die Hauptstadt Wien, zurück. Anfang April 1938, also unmittelbar nach dem Anschluss Österreichs, emigrierte Hruby mit ihrem Ehemann, dem Schauspieler Manfred Fürst, via Paris in die Vereinigten Staaten.
Dort fand sie de facto keinen Anschluss mehr an die Schauspielerei und betrieb stattdessen während des Zweiten Weltkriegs in Los Angeles einen sogenannten „High-Class Dog Beauty Service“ (Hundesalon) – laut Eigenwerbung mit dem angebotenen Service „Trimmen, Scheeren, Baden“. Nach dem Krieg kehrten Hruby und Fürst 1955 nach Deutschland zurück, lebten in Berlin bzw. München, und setzten dort beide ihre Schauspiellaufbahnen, sowohl beim Theater als auch beim Film, fort.

## Filmografie
- 1916: Der Gürtel der Dollarfürstin
- 1930: Fra Diavolo
- 1931: Der Herzog von Reichstadt
- 1932: Der träumende Mund
- 1933: Was wissen denn Männer
- 1934: Hohe Schule
- 1957: Die große Chance
- 1959: Die schöne Lügnerin
- 1959: Der liebe Augustin
- 1961: Das Riesenrad

## Einzelnachweis
1. ↑  Taufbuch Wien Lutherische Stadtkirche, Bd. 51, Rz. 145 (Digitalisat); Das Filmarchiv Weniger nennt Lengenfeld als Geburtsort.

| Personendaten    | Personendaten                                        |
| ---------------- | ---------------------------------------------------- |
| NAME             | Hruby, Margarete                                     |
| ALTERNATIVNAMEN  | Klein, Margarethe Elisabeth Maria Anna (Geburtsname) |
| KURZBESCHREIBUNG | österreichische Schauspielerin                       |
| GEBURTSDATUM     | 12. Februar 1897                                     |
| GEBURTSORT       | Wien                                                 |
| STERBEDATUM      | 1966                                                 |
| STERBEORT        | Ottobrunn                                            |